# Dorothy Good
Dorothy Good, auch Dorcas Good (* ca. 1687/1688 in Salem; † unbekannt), war mit 4 oder 5 Jahren die jüngste der Angeklagten in den Hexenprozessen von Salem im Jahr 1692.

## Leben
Dorcas war die Tochter von William und Sarah Good, der Tochter eines französischen Gastwirts. Im Alter von vier oder fünf Jahren wurde sie zusammen mit ihrer schwangeren Mutter der Hexerei angeklagt. Einige Dorfbewohner hatten behauptet, wiederholt von dem Kind gebissen worden zu sein. In einer kurzen Verhandlung wurde sie für schuldig befunden und inhaftiert. Sie sagte aus, dass ihre Mutter ihr eine Schlange geschenkt hätte, die zu ihr gesprochen habe und Blut aus ihrem Finger gesaugt hätte. Sie verwies auf ihren Zeigefinger, an dem eine schlangenbissähnliche Wunde in der Größe eines Flohstiches war. Dorcas war fast neun Monate lang inhaftiert. Im Dezember 1692 wurde sie freigekauft. 
Ihre Mutter Sarah Good gebar im Gefängnis eine Tochter namens Mercy, die jedoch kurz nach der Geburt, wahrscheinlich durch Unterernährung und aufgrund der harten Haftbedingungen starb. Sarah Good wurde für schuldig befunden und am 19. Juli 1692 gehängt.